# Niedźwiedź (Olsztyn)
Niedźwiedź (deutsch Bärenbruch) ist eine Ortschaft innerhalb des Stadtteils Podleśna der kreisfreien Stadt Olsztyn (deutsch Allenstein), der Hauptstadt der Woiwodschaft Ermland-Masuren in Polen.

## Geographische Lage
Niedźwiedź liegt im Südosten des Stadtteils Podleśna im Nordosten des Stadtgebiets von Olsztyn. Bis zum Stadtzentrum sind es zwei Kilometer.
|  |

## Geschichte
Das einstige Bärenbruch war eine Kolonie innerhalb der Stadt Allenstein. Im Jahre 1857 wurde das „Waldwärter Etablissement“ Bärenbruch mit neun Einwohnern erwähnt. Bei der Volkszählung am 3. Dezember 1861 wurde Bärenbruch als Abbau der Stadt Allenstein bezeichnet, am 1. Dezember 1905 als Wohnplatz der Stadt mit einem Wohngebäude bei sieben Einwohnern.
Mit der Abtretung des gesamten südlichen Ostpreußen an Polen erhielt Bärenbruch die polnische Namensform „Niedźwiedź“ und blieb eine Ortschaft innerhalb der Stadt Olsztyn, jetzt im Stadtteil Podleśna gelegen.

## Kirche
Kirchlich war Bärenbruch bis 1945 und ist Niedźwiedź heute in die Stadt Olsztyn eingebunden, sowohl evangelischerseits als auch römisch-katholischerseits.

## Verkehr
Durch Niedźwiedź verläuft die aus dem Olsztyner Stadtzentrum kommende ulica Jagiellońska, einer Ausfallstraße des Stadtteils Podleśna ins Umland bis nach Gady (Jadden) im Gebiet der Landgemeinde Dywity (Diwitten). Der nächste Bahnanschluss bietet sich über den Hauptbahnhof („Olsztyn Głowny“).